# Bösarp-småstyckena
Bösarp-småstyckena består av flera runstensfragment från Södra Virestad, Bösarp (eventuellt Ryllagården) i Trelleborgs kommun. Fragmenten bevaras idag på Lunds universitets historiska museum. Samtliga brottstycken är av granit men det är ändå inte säkert att de kommer från samma sten. Av de tre mest intressanta delarna är två försedda med bildristningar medan ett har en runristning. Bilderna består av en människomask, som för övrigt liknar de masker som finns på Lundastenen 1 (DR 315) och Västra Ströstenen 2 (DR 335). Därtill finns delen av ett skepp som påminner om de dromonder som finns på Tullstorpstenen (DR 271) och Holmbystenen (DR 328). Den från runor översatta inskriften på det runristade fragmentet lyder enligt nedan:

## Inskriften
Translitterering av runraden:
tuki : sati : -...
Normalisering till rundanska:
Toki satti ...
Översättning till nusvenska:
Toke satte...

### Fotnoter
1. ↑  Fornminnesregistret: 86:2(1)
2. ↑  Enoksen, Lars Magnar, Skånska runstenar (Lund 1999) s. 52.
3. 1 2  Samnordisk runtextdatabas, DR 258, 2014